# Trenton (Nova Jersey)
Trenton és la capital de l'estat de Nova Jersey als Estats Units d'Amèrica i té una població de 84.913 habitants. La ciutat també és la seu del govern local del Comtat de Mercer.

## Història
El 1679, un grup de colons anglesos sota la direcció de Mahlon Sracy formà una colònia al llarg del riu Delaware a la colònia britànica jove de Nova Jersey. El poble adquirí el nom de "Trent-town" o "Trenton" el 1719 per honorar un dels seus líders locals prominents, William Trent. El 26 de desembre de 1776, durant la Guerra d'Independència dels Estats Units, Trenton fou el lloc en què es desenvolupà la Batalla de Trenton, una de les batalles més importants de la guerra on George Washington aconseguí una victòria decisiva. Després de la guerra, Trenton fou breument la capital nacional dels Estats Units durant dos mesos el 1784. La ciutat va ser instaurada com a capital estatal de Nova Jersey el 1790.
Durant el segle xix, la ciutat va créixer com a centre industrial, comercial i cultural. El primer partit professional de basquet es jugà allí el 1896. Malauradament, des del 1950 la ciutat ha registrat un declivi gradual de productivitat i importància i un augment de la criminalitat d'altres problemes. Així i tot, les zones residencials que voregen la ciutat són actualment algunes de les comunitats més riques de la nació.

## Persones il·lustres
- Dennis Rodman, jugador de bàsquet i actor
- James Chambers (1920-1989), fou un músic reconegut.